# Neha Mankani
Neha Mankani   () és una llevadora pakistanesa. Va ser nomenada a llista de les 100 dones de la BBC el 2023.

## Joventut i educació
Mankani va assistir a l'escola als Estats Units d'Amèrica com becària Fulbright, on va obtenir un màster en salut pública a la Universitat de Colúmbia. També va participar en el Programa de Joves Líders de l'ICM.

## Carrera professional
Mentre cursava el seu màster, Mankani va treballar durant un estiu en un camp de refugiats d'Uganda. Després de graduar-se amb el seu màster, Mankani es va incorporar al programa de llevadora de l'Hospital Lady Dufferin. Va començar a recollir un petit fons entre els seus amics i familiars per ajudar econòmicament als pacients.
Mankani va començar a dirigir clíniques de salut materna per a comunitats desateses al Pakistan el 2015.
El 2019, Mankani va establir l'organització benèfica Mama Baby Fund a Karachi per oferir suport financer a les famílies que no podien pagar l'assistència sanitària prenatal, postnatal i infantil.
El 2020, Mankani va començar a viatjar a l'illa de Baba, a la costa de Karachi, per oferir atenció als pacients.
A partir del 2021, Mankani treballava per a Indus Hospital and Health Network (IHHN) per establir i gestionar programes de llevadores en entorns d'atenció primària.
El 2022, Mankani va formar part d'un grup de llevadores que van prestar atenció a la província de Sind enmig de les inundacions d'aquell estiu. Com a part d'aquest treball, va visitar zones afectades per les inundacions i campaments de desplaçats interns per lliurar subministraments per als parts. També va dirigir clíniques de salut materna. Va ser entrevistada sobre el seu treball per a Woman's Hour de la BBC.
Mankani és membre de Women in Global Health, coordinadora regional de la campanya PUSH per al sud d'Àsia, i cap de la secció de Karachi de l'Associació de Llevadores del Pakistan.

## Premis i reconeixements
El 2021, Mankani va ser una de les set treballadores de la salut que va guanyar el premi Beyond Applause: Heroines of Health 2021, atorgat per Women in Global Health.
El març de 2023, Mankani va ser nomenada Dona Coratge de 2023 de la Missió dels Estats Units al Pakistan.
El novembre de 2023, Mankani va ser nomenada a la llista de les 100 dones de la BBC.